# یاغلی چورک
یاغلی چورک یا یاغلی (فارسی: نان روغنی) نوعی نان با بافتی نرم و لطیف است که در منطقه آذربایجان خصوصاً شهرهای ارومیه، خوی، سلماس، نقده، تبریز و… پخته می‌شود.
این نوع نان توسط نانوایی‌های ویژه‌ای به شیوهٔ سنتی در تنور پخته می‌شود. یاغلی چورک آذربایجانی به عنوان نان صبحانه یا میان‌وعده و عصرانه سرو شود.